# États-Unis aux Jeux olympiques d'hiver de 2018
Les États-Unis participe aux Jeux olympiques d'hiver de 2018 à PyeongChang en Corée du Sud du 9 au 25 février 2018. Il s'agit de sa vingt-troisième participation à des Jeux d'hiver.

## Délégation
Le tableau suivant montre le nombre d'athlètes américains dans chaque discipline :
| Sport                                | Hommes | Femmes | Total |
| ------------------------------------ | ------ | ------ | ----- |
| Biathlon                             | 5      | 5      | 10    |
| Bobsleigh                            | 12     | 4      | 16    |
| Combiné nordique                     | 4      | 0      | 4     |
| Curling                              | 5      | 5      | 10    |
| Hockey sur glace                     | 25     | 23     | 48    |
| Luge                                 | 7      | 3      | 10    |
| Patinage artistique                  | 7      | 7      | 14    |
| Patinage de vitesse                  | 7      | 6      | 13    |
| Patinage de vitesse sur piste courte | 5      | 3      | 8     |
| Saut à ski                           | 4      | 3      | 7     |
| Snowboard                            | 14     | 12     | 26    |
| Skeleton                             | 2      | 2      | 4     |
| Ski alpin                            | 13     | 9      | 22    |
| Ski de fond                          | 9      | 11     | 20    |
| Ski acrobatique                      | 15     | 14     | 29    |
| Total                                | 134    | 107    | 241   |

Avec 242 athlètes, les États-Unis établissent un nouveau record du nombre d'athlètes pour un seul pays participant à une édition des jeux olympiques d'hiver.

### Tenues
Les vêtements officiels portés par les athlètes américains sont conçus par Ralph Lauren ; compte tenu du climat froid de Pyeongchang, la parka portée lors de la cérémonie d’ouverture est munie d’un dispositif chauffant. Le reste de la tenue reprend les couleurs du drapeau américain. Contrairement aux Jeux olympiques de Londres, les tenues sont intégralement confectionnées aux États-Unis.

### Cérémonie d’ouverture
Lors de l’ouverture des Jeux, le drapeau américain est porté par la lugeuse Erin Hamlin. Lors de la sélection du porte-drapeau, elle a été choisie à pile ou face, car elle était à égalité avec Shani Davis après les votes du comité olympique américain.

## Médaillés
| Sport                                | Discipline                   | Athlète(s) | Performance                  | Date          |  |
| Médailles d'or : 8                   |                              | |                              |               |  |
| Snowboard                            | Half-pipe femmes             | Chloe Kim | 98,25 pts                    | 13 février    |  |
| Snowboard                            | Half-pipe hommes             | Shaun White | 97,75 pts                    | 14 février    |  |
| Snowboard                            | Slopestyle femmes            | Jamie Anderson | 83 pts                       | 12 février    |  |
| Snowboard                            | Slopestyle hommes            | Redmond Gerard | 87,16 pts                    | 11 février    |  |
| Ski alpin                            | Slalom géant femmes          | Mikaela Shiffrin | 2 min 20 s 02                | 15 février    |  |
| Ski de fond                          | Sprint par équipes femmes    | Kikkan Randall Jessica Diggins | 15 min 56 s 47               | 21 février    |  |
| Ski acrobatique                      | Halfpipe hommes              | David Wise | 97,20 pts                    | 22 février    |  |
| Hockey sur glace                     | Tournoi féminin              | \| Cayla Barnes \| \| Nicole Hensley \| \| Kelly Pannek \| \| \| Kacey Bellamy \| \| Megan Keller \| \| Amanda Pelkey \| \| \| Hannah Brandt \| \| Amanda Kessel \| \| Emily Pfalzer \| \| \| Kendall Coyne \| \| Hilary Knight \| \| Alex Rigsby \| \| \| Dani Cameranesi \| \| Jocelyne Lamoureux \| \| Maddie Rooney \| \| \| Brianna Decker \| \| Monique Lamoureux \| \| Haley Skarupa \| \| \| Meghan Duggan \| \| Gigi Marvin \| \| Lee Stecklein \| \| \| Kali Flanagan \| \| Sidney Morin \| \| \| \| | Victoire en finale 3-2 (Fus) | 22 février    |  |
| Médaille d'argent : 7                |                              | |                              |               |  |
| Luge                                 | Simple hommes                | Chris Mazdzer | 3 min 10 s 728               | 11 février    |  |
| Patinage de vitesse sur piste courte | 1 000 mètres hommes          | John-Henry Krueger | 1 min 24 s 864               | 17 février    |  |
| Ski acrobatique                      | Slopestyle hommes            | Nick Goepper | 93,60 pts                    | 18 février    |  |
| Ski acrobatique                      | Halfpipe hommes              | Alex Ferreira | 96,40 pts                    | 22 février    |  |
| Bobsleigh                            | Bob à deux femmes            | Elana Meyers Lauren Gibbs | 3 min 22 s 52                | 21 février    |  |
| Snowboard                            | Big air femmes               | Jamie Anderson | 177,25 pts                   | 22 février    |  |
| Ski alpin                            | Combiné femmes               | Mikaela Shiffrin | 2 min 21 s 87                | 22 février    |  |
| Médailles de bronze : 6              |                              | |                              |               |  |
| Patinage artistique                  | Épreuve par équipes          | Nathan Chen Adam Rippon Mirai Nagasu Bradie Tennell Alexa Scimeca Knierim / Chris Knierim Maia Shibutani / Alex Shibutani | 62 pts                       | 12 février    |  |
| Patinage artistique                  | Danse sur glace              | Maia Shibutani / Alex Shibutani | 192,59 pts                   | 20 février    |  |
| Snowboard                            | Half-pipe femmes             | Arielle Gold | 85,75 pts                    | 13 février    |  |
| Ski Acrobatique                      | Half-pipe femmes             | Brita Sigourney | 91,60 pts                    | 20 février    |  |
| Ski alpin                            | Descente femmes              | Lindsey Vonn | 1 min 39 s 69                | 21 février    |  |
| Patinage de vitesse                  | Poursuite par équipes femmes | Heather Bergsma Brittany Bowe Mia Manganello | 2 min 59 s 27                | 21 février    |  |
| Cayla Barnes                         |                              | Nicole Hensley |                              | Kelly Pannek  |  |
| Kacey Bellamy                        |                              | Megan Keller |                              | Amanda Pelkey |  |
| Hannah Brandt                        |                              | Amanda Kessel |                              | Emily Pfalzer |  |
| Kendall Coyne                        |                              | Hilary Knight |                              | Alex Rigsby   |  |
| Dani Cameranesi                      |                              | Jocelyne Lamoureux |                              | Maddie Rooney |  |
| Brianna Decker                       |                              | Monique Lamoureux |                              | Haley Skarupa |  |
| Meghan Duggan                        |                              | Gigi Marvin |                              | Lee Stecklein |  |
| Kali Flanagan                        |                              | Sidney Morin |                              |               |  |

| Sport               | Médaille d'or, Jeux olympiques | Médaille d'argent, Jeux olympiques | Médaille de bronze, Jeux olympiques | Total |
| ------------------- | ------------------------------ | ---------------------------------- | ----------------------------------- | ----- |
| Snowboard           | 4                              | 1                                  | 1                                   | 6     |
| Ski acrobatique     | 1                              | 2                                  | 1                                   | 4     |
| Ski alpin           | 1                              | 1                                  | 1                                   | 3     |
| Hockey sur glace    | 1                              | 0                                  | 0                                   | 1     |
| Ski de fond         | 1                              | 0                                  | 0                                   | 1     |
| Bobsleigh           | 0                              | 1                                  | 0                                   | 1     |
| Luge                | 0                              | 1                                  | 0                                   | 1     |
| Short-track         | 0                              | 1                                  | 0                                   | 1     |
| Patinage artistique | 0                              | 0                                  | 2                                   | 2     |
| Patinage de vitesse | 0                              | 0                                  | 1                                   | 1     |

| Jour     | Date       | Médaille d'or, Jeux olympiques | Médaille d'argent, Jeux olympiques | Médaille de bronze, Jeux olympiques | Total |
| -------- | ---------- | ------------------------------ | ---------------------------------- | ----------------------------------- | ----- |
| 1er jour | 8 février  | —                              | —                                  | —                                   | —     |
| 2e jour  | 9 février  | —                              | —                                  | —                                   | —     |
| 3e jour  | 10 février | 0                              | 0                                  | 0                                   | 0     |
| 4e jour  | 11 février | 1                              | 1                                  | 0                                   | 2     |
| 5e jour  | 12 février | 1                              | 0                                  | 1                                   | 2     |
| 6e jour  | 13 février | 1                              | 0                                  | 1                                   | 2     |
| 7e jour  | 14 février | 1                              | 0                                  | 0                                   | 1     |
| 8e jour  | 15 février | 1                              | 0                                  | 0                                   | 1     |
| 9e jour  | 16 février | 0                              | 0                                  | 0                                   | 0     |
| 10e jour | 17 février | 0                              | 1                                  | 0                                   | 1     |
| 11e jour | 18 février | 0                              | 1                                  | 0                                   | 1     |
| 12e jour | 19 février | 0                              | 0                                  | 0                                   | 0     |
| 13e jour | 20 février | 0                              | 0                                  | 2                                   | 2     |
| 14e jour | 21 février | 1                              | 1                                  | 2                                   | 4     |
| 15e jour | 22 février | 2                              | 3                                  | 0                                   | 5     |
| 16e jour | 23 février |                                |                                    |                                     |       |
| 17e jour | 24 février |                                |                                    |                                     |       |
| 18e jour | 25 février |                                |                                    |                                     |       |
| Total    | Total      | 8                              | 7                                  | 6                                   | 21    |

## Sports

### Biathlon
| Femmes - Emily Dreissigacker - Susan Dunklee - Clare Egan - Madeleine Phaneuf - Joanne Reid | Hommes - Lowell Bailey - Tim Burke - Russell Currier - Sean Doherty - Leif Nordgren |

### Bobsleigh
| Athlète                                                             | Épreuve             | Course 1 | Course 1 | Course 2 | Course 2 | Course 3 | Course 3 | Course 4 | Course 4 | Total | Total |
| Athlète                                                             | Épreuve             | Temps    | Rang     | Temps    | Rang     | Temps    | Rang     | Temps    | Rang     | Temps | Rang  |
| ------------------------------------------------------------------- | ------------------- | -------- | -------- | -------- | -------- | -------- | -------- | -------- | -------- | ----- | ----- |
| Codie Bascue Samuel McGuffie                                        | Bob à deux hommes   |          |          |          |          |          |          |          |          |       |       |
| Nick Cunningham Hakeem Abdul-Saboor                                 | Bob à deux hommes   |          |          |          |          |          |          |          |          |       |       |
| Justin Olsen Evan Weinstock                                         | Bob à deux hommes   |          |          |          |          |          |          |          |          |       |       |
| Codie Bascue Steven Langton Samuel McGuffie Evan Weinstock          | Bob à quatre hommes |          |          |          |          |          |          |          |          |       |       |
| Hakeen Abdul-Saboor Nick Cunningham Christopher Kinney Sam Michener | Bob à quatre hommes |          |          |          |          |          |          |          |          |       |       |
| Chris Fogt Justin Olsen Carlo Valdes Nathan Weber                   | Bob à quatre hommes |          |          |          |          |          |          |          |          |       |       |

| Athlète                          | Épreuve           | Course 1 | Course 1 | Course 2 | Course 2 | Course 3 | Course 3 | Course 4 | Course 4 | Total | Total |
| Athlète                          | Épreuve           | Temps    | Rang     | Temps    | Rang     | Temps    | Rang     | Temps    | Rang     | Temps | Rang  |
| -------------------------------- | ----------------- | -------- | -------- | -------- | -------- | -------- | -------- | -------- | -------- | ----- | ----- |
| Aja Evans Jamie Greubel          | Bob à deux femmes |          |          |          |          |          |          |          |          |       |       |
| Lauren Gibbs Elana Meyers Taylor | Bob à deux femmes |          |          |          |          |          |          |          |          |       |       |

### Luge
| Athlète                        | Épreuve       | Course 1 | Course 1 | Course 2 | Course 2 | Course 3 | Course 3 | Course 4 | Course 4 | Total | Total |
| Athlète                        | Épreuve       | Temps    | Rang     | Temps    | Rang     | Temps    | Rang     | Temps    | Rang     | Temps | Rang  |
| ------------------------------ | ------------- | -------- | -------- | -------- | -------- | -------- | -------- | -------- | -------- | ----- | ----- |
| Chris Mazdzer                  | Simple hommes |          |          |          |          |          |          |          |          |       |       |
| Taylor Morris                  | Simple hommes |          |          |          |          |          |          |          |          |       |       |
| Tucker West                    | Simple hommes |          |          |          |          |          |          |          |          |       |       |
| Justin Krewson Andrew Sherk    | Double        |          |          |          |          |          |          |          |          |       |       |
| Matt Mortensen Jayson Terdiman | Double        |          |          |          |          |          |          |          |          |       |       |

| Athlète         | Épreuve       | Course 1 | Course 1 | Course 2 | Course 2 | Course 3 | Course 3 | Course 4 | Course 4 | Total | Total |
| Athlète         | Épreuve       | Temps    | Rang     | Temps    | Rang     | Temps    | Rang     | Temps    | Rang     | Temps | Rang  |
| --------------- | ------------- | -------- | -------- | -------- | -------- | -------- | -------- | -------- | -------- | ----- | ----- |
| Summer Britcher | Simple femmes |          |          |          |          |          |          |          |          |       |       |
| Erin Hamlin     | Simple femmes |          |          |          |          |          |          |          |          |       |       |
| Emily Sweeney   | Simple femmes |          |          |          |          |          |          |          |          |       |       |

| Athlète | Épreuve            | Course 1 | Course 1 | Course 2 | Course 2 | Course 3 | Course 3 | Course 4 | Course 4 | Total | Total |
| Athlète | Épreuve            | Temps    | Rang     | Temps    | Rang     | Temps    | Rang     | Temps    | Rang     | Temps | Rang  |
| ------- | ------------------ | -------- | -------- | -------- | -------- | -------- | -------- | -------- | -------- | ----- | ----- |
|         | Relais par équipes |          |          |          |          |          |          |          |          |       |       |

### Patinage artistique
| Athlète                             | Épreuve           | Programme court | Programme court | Programme libre | Programme libre | Total  | Total |
| Athlète                             | Épreuve           | Points          | Rang            | Points          | Rang            | Points | Rang  |
| ----------------------------------- | ----------------- | --------------- | --------------- | --------------- | --------------- | ------ | ----- |
| Nathan Chen                         | Individuel hommes |                 |                 |                 |                 |        |       |
| Adam Rippon                         | Individuel hommes |                 |                 |                 |                 |        |       |
| Vincent Zhou                        | Individuel hommes |                 |                 |                 |                 |        |       |
| Karen Chen                          | Individuel femmes |                 |                 |                 |                 |        |       |
| Mirai Nagasu                        | Individuel femmes |                 |                 |                 |                 |        |       |
| Bradie Tennell                      | Individuel femmes |                 |                 |                 |                 |        |       |
| Alexa Scimeca Knierim Chris Knierim | Couples           |                 |                 |                 |                 |        |       |
| Madison Chock Evan Bates            | Danse sur glace   |                 |                 |                 |                 |        |       |
| Madison Hubbell Zachary Donohue     | Danse sur glace   |                 |                 |                 |                 |        |       |
| Maia Shibutani Alex Shibutani       | Danse sur glace   |                 |                 |                 |                 |        |       |

### Skeleton
| Athlète           | Épreuve | Course 1 | Course 1 | Course 2 | Course 2 | Course 3 | Course 3 | Course 4 | Course 4 | Total | Total |
| Athlète           | Épreuve | Temps    | Rang     | Temps    | Rang     | Temps    | Rang     | Temps    | Rang     | Temps | Rang  |
| ----------------- | ------- | -------- | -------- | -------- | -------- | -------- | -------- | -------- | -------- | ----- | ----- |
| Matthew Antoine   | Hommes  |          |          |          |          |          |          |          |          |       |       |
| John Daly         | Hommes  |          |          |          |          |          |          |          |          |       |       |
| Katie Uhlaender   | Femmes  |          |          |          |          |          |          |          |          |       |       |
| Kendall Wesenberg | Femmes  |          |          |          |          |          |          |          |          |       |       |

### Ski alpin
| Femmes - Megan McJames - Mikaela Shiffrin - Resi Stiegler - Lindsey Vonn | Hommes - Bryce Bennett - Ryan Cochran-Siegle - Tommy Ford - Ted Ligety |

### Ski de fond
| Femmes - Sadie Bjornsen - Rosie Brennan - Sophie Caldwell - Jessica Diggins - Kikkan Randall - Ida Sargent - Elizabeth Stephen | Hommes - Erik Bjornsen - Simeon Hamilton - Andrew Newell |